# Église du Prophète-Élie de Thessalonique
Pour les articles homonymes, voir église du Prophète-Élie.
L'église du Prophète-Élie (en grec moderne : Ναός Προφήτη Ηλία) est une église byzantine d'époque paléologue, située au croisement des rues Olympiádou et Profítou Ilía, dans la ville haute (en) de Thessalonique en Grèce.
L'église est inscrite sur la liste du patrimoine mondial de l'UNESCO depuis 1988 au sein du bien intitulé « Monuments paléochrétiens et byzantins de Thessalonique ».

## Description
L'identification de cette église reste débattue, car le nom d'origine de l'édifice est perdu : la dédicace au prophète Élie n'est en effet pas antérieure à la reprise de contrôle de la ville par les Grecs, et à la nouvelle consécration de l'église qui avait été transformée en mosquée à l'époque ottomane. Une interprétation étymologique fantaisiste de son nom turc, Saraylı Camii (la « mosquée du palais »), le reliait à Ai-Lias, une version populaire du prophète Élie, et détermina donc le choix du nouveau nom grec. En réalité, la mosquée devait son nom à la tradition de l'existence d'un palais byzantin antérieur dans ce quartier, peut-être celui qui fut brûlé dans la révolte zélote de 1342.
Architecturalement, l'église appartient au type dit athonite du plan en croix inscrite tétrastyle, dont elle est le seul exemple à Thessalonique : il s'agit d'un modèle très répandu dans les catholica des monastères du mont Athos, car il fut inventé par le fondateur de la Grande Laure, saint Athanase l'Athonite, au tout début du XIe siècle.
Cette appartenance manifeste de l'église à l'architecture monastique a conduit les historiens à proposer deux hypothèses d'identification : la première en faisait le catholicon de la Néa Moni, le monastère thessalonicien fondé entre 1360 et 1370 par Makarios Choumnos, membre d'une des plus riches familles de l'empire à cette époque. Dédiée à la Mère de Dieu (Theotokos), cette fondation monastique, la plus importante du XIVe siècle dans la ville, aurait eu lieu à l'emplacement d'un ancien palais byzantin. Longtemps acceptée, cette identification a été remise en cause pour plusieurs raisons : des sources turques attribuent la conversion de l'église en mosquée (Saraylı Camii) à Badralı Mustafa Paşa peu après 1430, alors que le fonctionnement du monastère est attesté au moins jusqu'en 1556. Par ailleurs, le catholicon paraît d'une taille trop grande pour la petite communauté (17 moines) établie par Makarios Choumnos.
On a donc proposé une seconde hypothèse, sur la base de l'étude thématique du décor peint : le catholicon aurait été dédié au Christ Sauveur, ce qui permettrait d'identifier le catholicon au monastère d'Akapniou, une importante fondation monastique liée à la dynastie paléologue. Quelques éléments architecturaux soutiennent l'hypothèse d'une fondation impériale : l'utilisation d'un appareil mixte alternant les assises de parpaings blancs et celles de briques, une technique plutôt rare à Thessalonique mais caractéristique de l'architecture constantinopolitaine ; l'existence d'un katechoumenon, la pièce à l'étage (galerie) au-dessus de la litè et surplombant le sanctuaire, est liée dans l'architecture byzantine tardive à une stratification sociale, et donc souvent à un patronage aristocratique ou impérial.
Le décor peint n'est conservé que partiellement, dans la litè, et à un moindre degré dans la nef et les chapelles : les scènes conservées incluent un cycle de l'enfance du Christ et des miracles du Christ. Elles sont datées de la période 1360-1370 et sont remarquables par leur richesse et leur grand souci de réalisme, notamment dans le traitement des visages. Ces particularités sont notamment visibles dans la fresque du massacre des Innocents. Il est possible que ce programme iconographique ait influencé la peinture religieuse des églises de la Morava, en Serbie.
L'église a été restaurée entre 1956 et 1961 : les ajouts ottomans ont été supprimés, les chapelles ouest, les coupoles du narthex et le déambulatoire reconstruits.

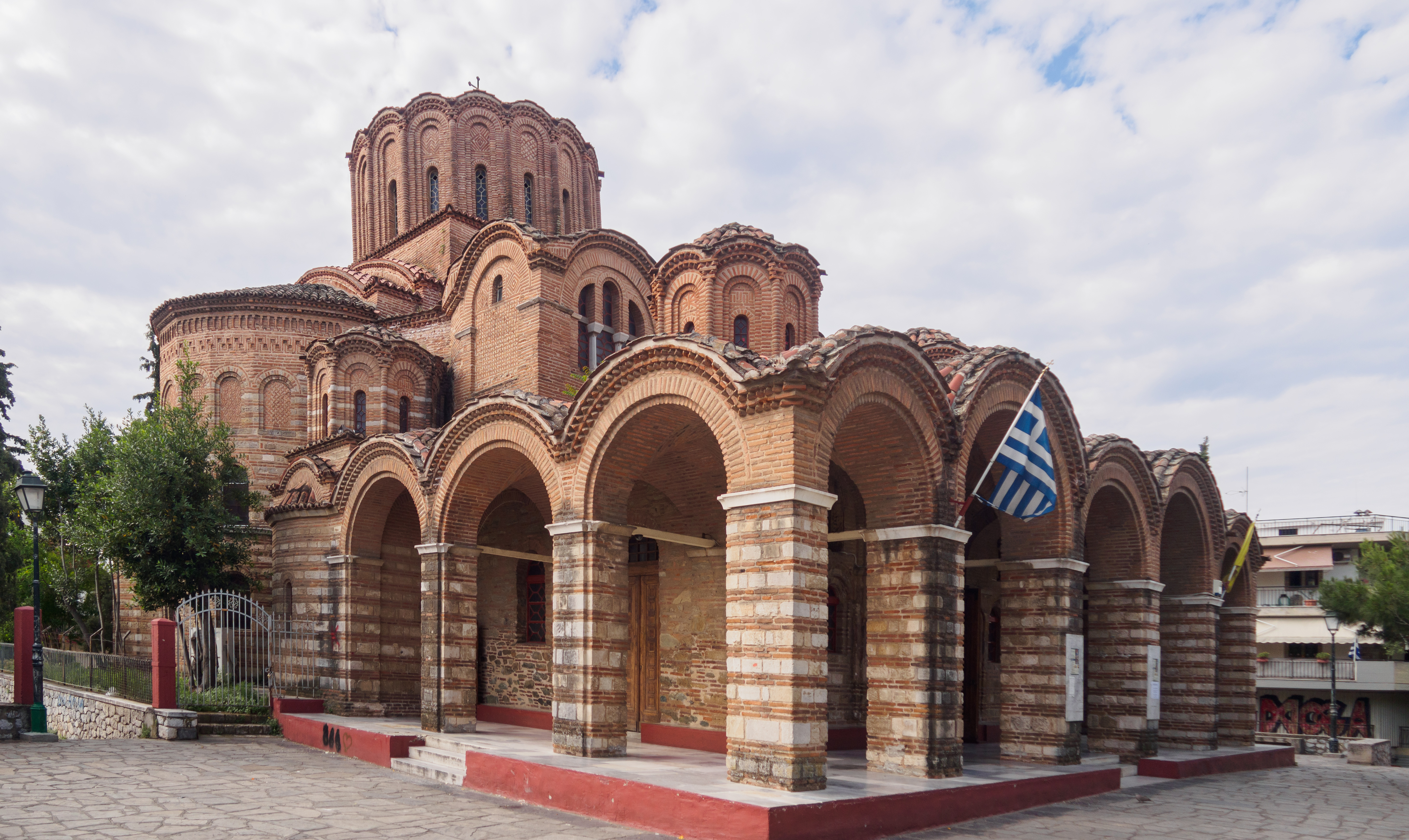
Vue nord de l'église.
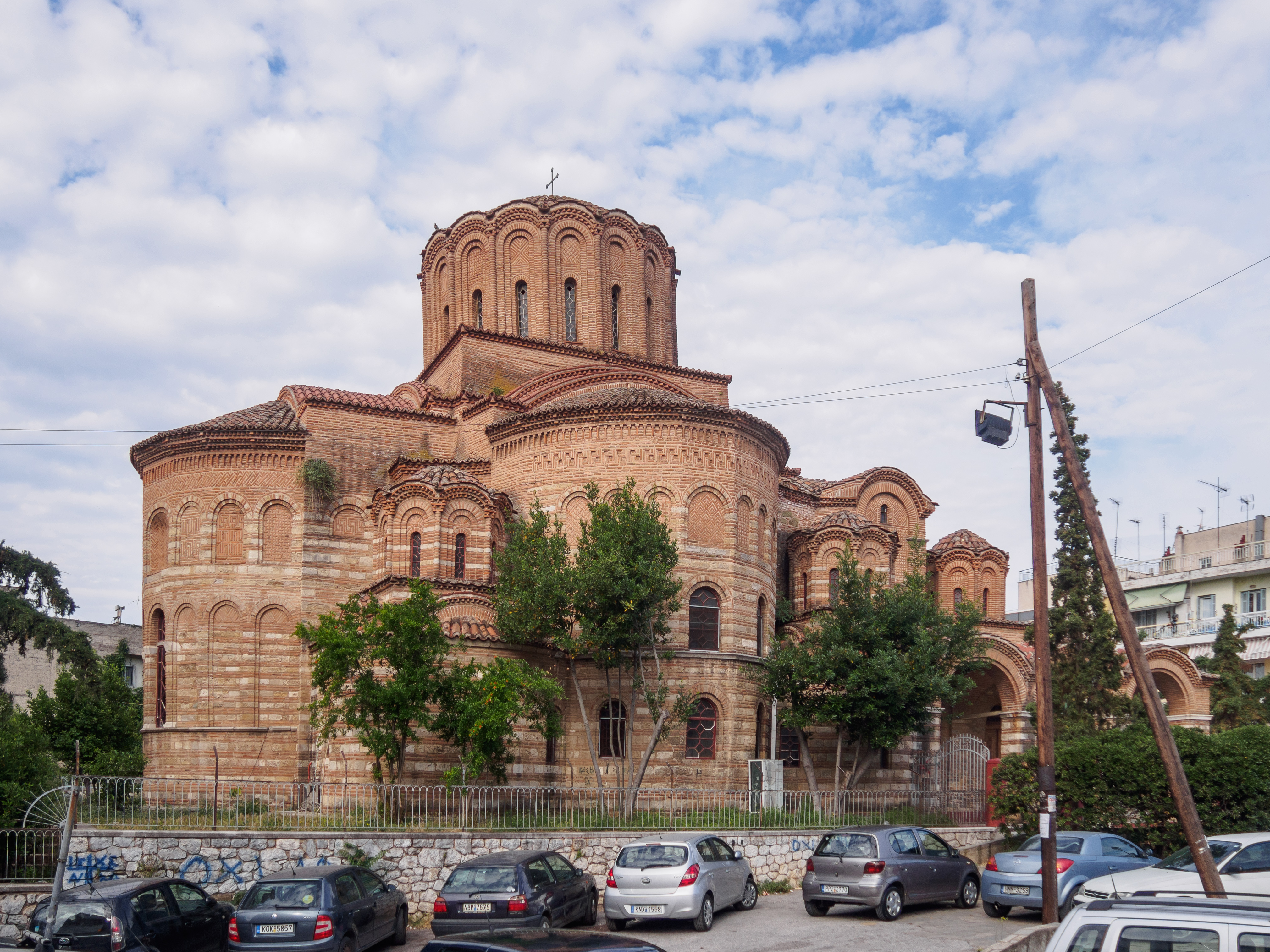
Façade nord de l'église.
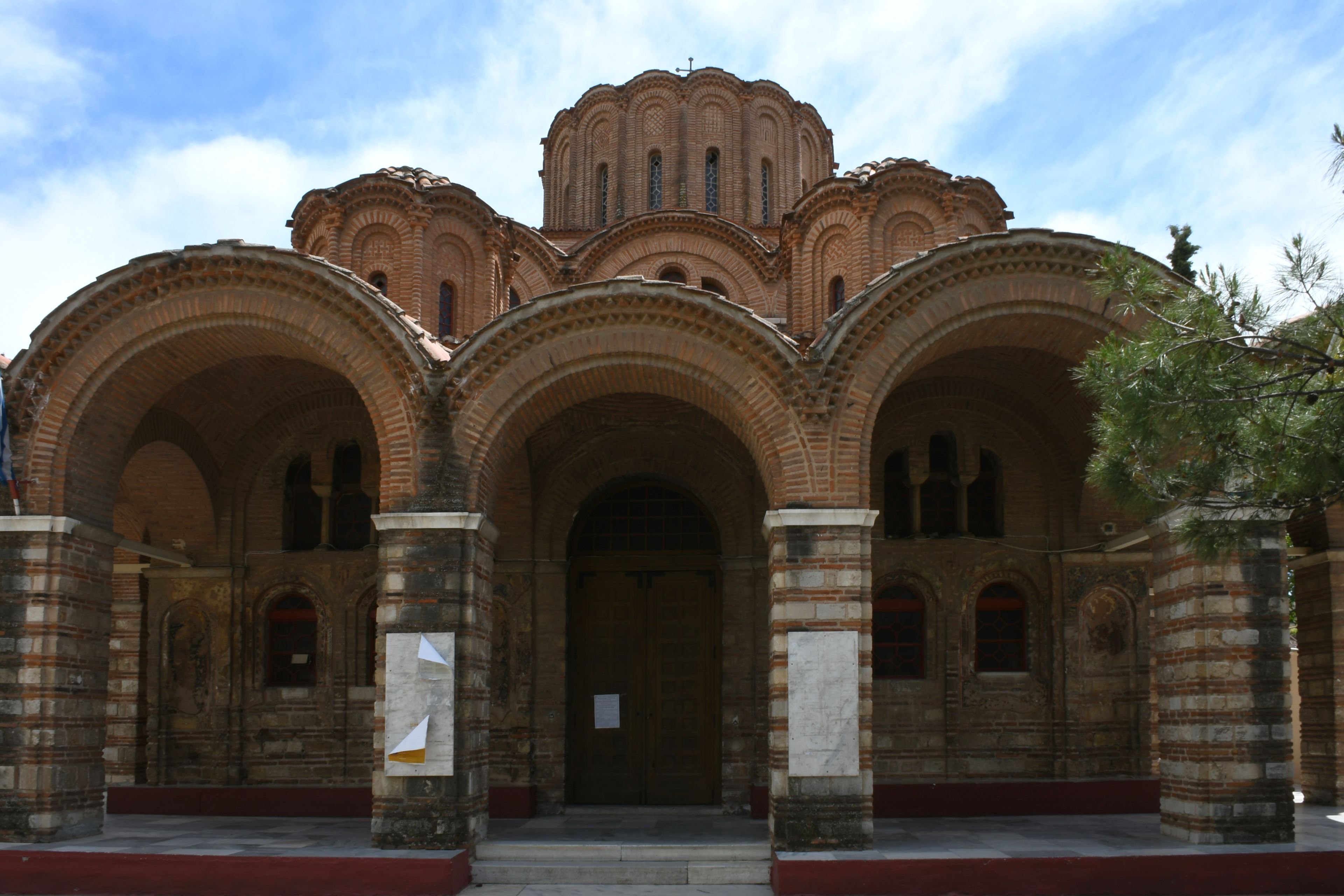
Façade ouest et entrée de l'église.
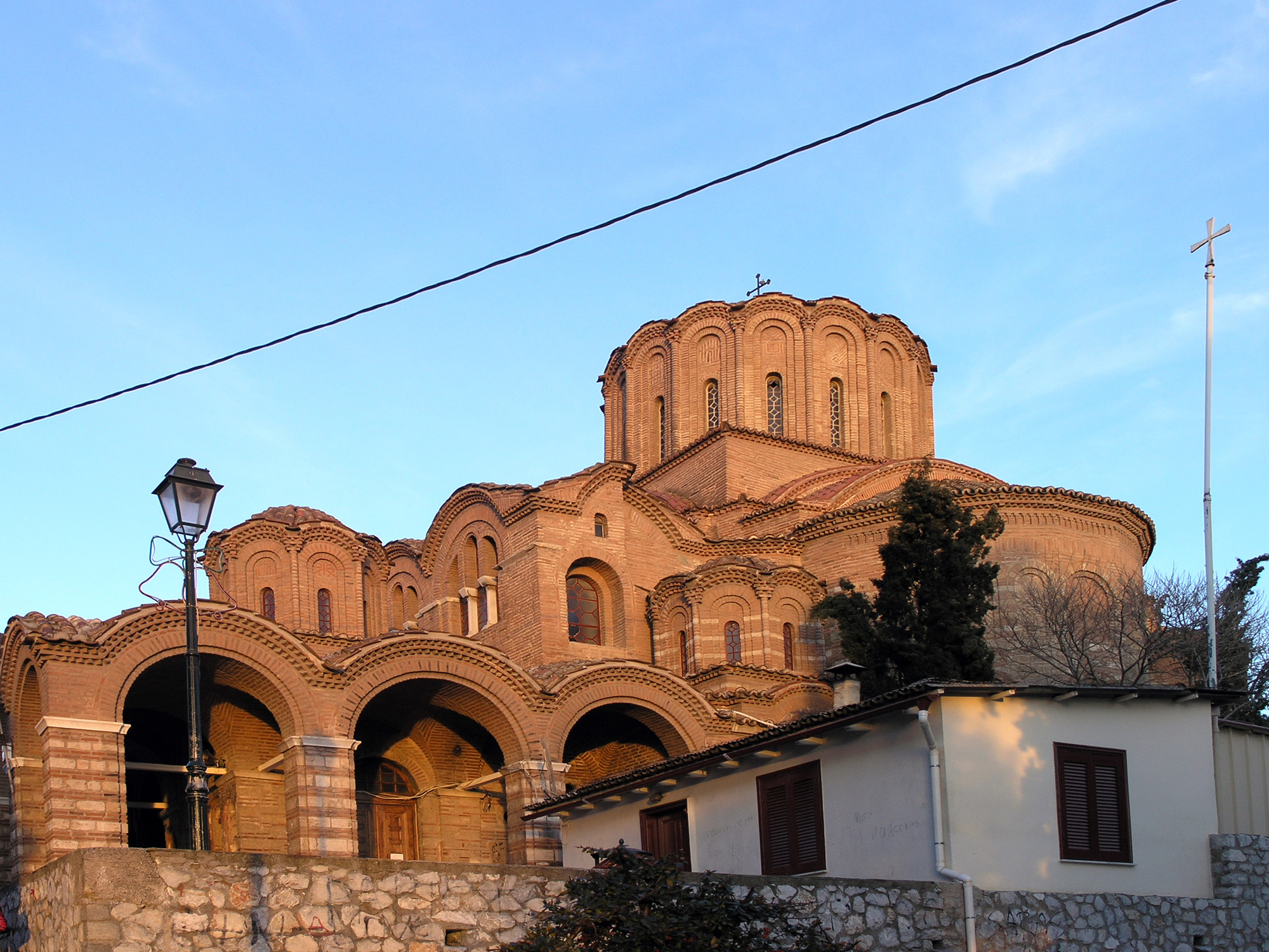
Vue sud de l'église.